# Robert Weinberg
Pour les articles homonymes, voir Weinberg.
Robert Allan Weinberg, né le 11 novembre 1942 à Pittsburgh, est un biologiste américain. 

## Publications
Avec Douglas Hanahan, il est auteur des articles scientifiques « The hallmarks of cancer » et « Hallmarks of cancer: the next generation ». 
Il est aussi auteur de l'ouvrage The biology of cancer.